# Guangyang
Guangyang (chinesisch 广阳区, Pinyin Guǎngyáng Qū) ist ein Stadtbezirk der bezirksfreien Stadt Langfang in der chinesischen Provinz Hebei. Er hat eine Fläche von 382,2 km² und zählt 500.396 Einwohner (Stand: Zensus 2010). 

## Administrative Gliederung
Auf Gemeindeebene setzt sich der Stadtbezirk aus vier Straßenvierteln, zwei Großgemeinden und zwei Gemeinden zusammen.